# Синтай (Хэбэй)
Синта́й (кит. упр. 邢台, пиньинь Xíngtái) — городской округ в провинции Хэбэй (КНР).

## История
При династии Шан правитель Цзу И в 1525 году до н. э. перенёс в эти места свою столицу. При династии Чжоу Чэн-ван сделал в 1066 году до н. э. четвёртого сына У-вана Синским хоу — так появилось царство Син. Потом эти земли оказались в составе царства Цзинь, а после того, как три семьи разделили Цзинь — в составе царства Чжао. В 372 году до н. э. чжаоский Чэн-хоу основал здесь вторую столицу царства — Синьду (信都).
После того, как царство Цинь объединило Китай, эти места вошли в состав округа Цзюйлу (巨鹿郡). В 206 году до н. э. Сян Юй сделал Чжан Эра Чаншаньским ваном, столицей владений которого стал Сянго (襄国) — бывший Синьду. В 203 году до н. э. Лю Бан сделал Чжан Эра Чжаоским ваном со столицей по-прежнему в Сянго. Во времена империи Хань эти места по-прежнему входили в состав округа Цзюйлу, но его территория стала существенно меньше.
Ши Лэ в 319 году провозгласил себя в Сянго чжаоским ваном, и стал основателем империи Поздняя Чжао со столицей Сянго. В 335 году Ши Ху перенёс столицу в Ечэн, но оставил Сянго запасной столицей и создал округ Сянго (襄国郡).
При империи Суй в 596 году округ Сянго был переименован в область Синчжоу (邢州). При империи Тан в 742 году область Синчжоу была переименована в округ Цзюйлу (巨鹿郡), однако в 757 году была восстановлена область Синчжоу. При империи Сун в 1119 году область Синчжоу была преобразована в управу Синьдэ (信德府). Когда эти места были захвачены империей Цзинь, то в 1128 году опять была восстановлена область Синчжоу.
При монгольской империи Юань в 1262 году область Синчжоу была поднята в статусе до управы Шуньдэ (顺德府). После Синьхайской революции управы были упразднены.
В августе 1949 года был создан Специальный район Синтай (邢台专区). В 1958 году Специальный район Синтай был расформирован; два его уезда были переданы в состав Специального района Шицзячжуан (石家庄专区), остальные — в состав Специального района Ханьдань (邯郸专区). В 1961 году Специальный район Синтай был создан вновь. В 1969 году Специальный район Синтай был переименован в Округ Синтай (邢台地区).
В 1993 году решением Госсовета КНР были расформированы округ Синтай и город Синтай, и образован Городской округ Синтай.
Постановлением Госсовета КНР от 5 июня 2020 года район Цяодун (桥东区) был переименован в Сянду, район Цяоси (桥西区) — в Синьду, при этом к этим районам были присоединены земли расформированного уезда Синтай (邢台县); этим же постановлением уезд Жэньсянь (任县) был преобразован в район городского подчинения Жэньцзэ, также в район городского подчинения был преобразован уезд Наньхэ (南和县).

## Административно-территориальное деление
Городской округ Синтай делится на 4 района, 2 городских уезда, 12 уездов:
| Карта | Карта    | Карта     | Карта          | Карта            | Карта         |
| --- | -------- | --------- | -------------- | ---------------- | ------------- |
| Сянду Синьду Жэньцзэ Наньхэ Линьчэн Нэйцю Байсян Лунъяо Нинцзинь Цзюйлу Синьхэ Гуанцзун Пинсян Вэйсянь Цинхэ Линьси Наньгун Шахэ |          |           |                |                  |               |
| Статус | Название | Иероглифы | Пиньинь        | Население (2020) | Площадь (км²) |
| Район | Сянду    | 襄都区    | Xiāngdū qū     |                  |               |
| Район | Синьду   | 信都区    | Xìndū qū       |                  |               |
| Район | Жэньцзэ  | 任泽区    | Rénzé qū       |                  | 431           |
| Район | Наньхэ   | 南和区    | Nánhé qū       |                  | 418           |
| Городской уезд | Наньгун  | 南宫市    | Nángōng shì    |                  | 854           |
| Городской уезд | Шахэ     | 沙河市    | Shāhé shì      |                  | 999           |
| Уезд | Линьчэн  | 临城县    | Línchéng xiàn  |                  | 797           |
| Уезд | Нэйцю    | 内丘县    | Nèiqiū xiàn    |                  | 775           |
| Уезд | Байсян   | 柏乡县    | Bǎixiāng xiàn  |                  | 268           |
| Уезд | Лунъяо   | 隆尧县    | Lóngyáo xiàn   |                  | 749           |
| Уезд | Нинцзинь | 宁晋县    | Níngjìn xiàn   |                  | 1107          |
| Уезд | Цзюйлу   | 巨鹿县    | Jùlù xiàn      |                  | 623           |
| Уезд | Синьхэ   | 新河县    | Xīnhé xiàn     |                  | 366           |
| Уезд | Гуанцзун | 广宗县    | Guǎngzōng xiàn |                  | 493           |
| Уезд | Пинсян   | 平乡县    | Píngxiāng xiàn |                  | 406           |
| Уезд | Вэйсянь  | 威县      | Wēi xiàn       |                  | 994           |
| Уезд | Цинхэ    | 清河县    | Qīnghé xiàn    |                  | 501           |
| Уезд | Линьси   | 临西县    | Línxī xiàn     |                  | 542           |

## Экономика
В Синтае базируется государственный угольный холдинг Jizhong Energy Group. Синтайская зона экономического развития специализируется на производстве сложного промышленного оборудования (металлургическое, энергетическое и аварийно-спасательное оборудование). По состоянию на начало 2021 года в зоне было сосредоточено более 100 профильных предприятий, чей годовой объём производства превышал 7 млрд юаней.